# Liga Profissional Saudita de 2024–25
A Liga Profissional Saudita de 2024–25 (conhecida como Roshn Saudi League por motivos de patrocínio) foi a 50ª edição da liga de futebol saudita de primeira linha, criada em 1974, e a 17ª edição desde que foi renomeada como Liga Profissional Saudita em 2008.
O Al-Hilal é o atual campeão, tendo conquistado seu 19º título, um recorde, na temporada passada. Al-Kholood, Al-Orobah e Al-Qadsiah se juntam como os três clubes promovidos. Eles substituíram Abha, Al-Hazem e Al-Tai, que foram rebaixados para a Liga Príncipe Mohammad bin Salman de 2024–25.

## Visão geral

### Mudanças
A partir desta temporada, cada clube poderá ter um elenco de 25 jogadores, incluindo dez estrangeiros; oito deles podem ter qualquer idade e dois devem ter menos de 21 anos no momento da contratação. Quinze jogadores sauditas de qualquer idade e cinco podem ser convocados das categorias de base, se necessário ou desejado. Para cada partida da liga, os técnicos podem selecionar oito dos dez estrangeiros para integrar o elenco.
Ao contrário dos anos anteriores, em que o gol da semana era votado no Twitter sem premiação física, a partir desta temporada a votação será realizada no site da liga, com os vencedores premiados pela BSF, uma das patrocinadoras da liga. Além disso, dois novos prêmios foram introduzidos: o de habilidade da semana e o de defesa da semana, com a votação também sendo realizada no site da liga. No entanto, esses novos prêmios têm sido inconsistentes; em algumas semanas há votação, enquanto em outras não, e nenhum desses novos prêmios inclui um prêmio físico.
Esta temporada testemunhou a maior venda na história da Liga Profissional Saudita, com o Al-Nassr vendendo Seko Fofana por €20.000.000 para o time francês Rennes, tornando-se a maior venda fora da Liga Profissional Saudita, embora vendas maiores tenham sido feitas dentro da própria liga.

## Equipes
18 equipes competirão na liga: as 15 melhores equipes da temporada anterior e as 3 equipes promovidas da Liga Príncipe Mohammad bin Salman.

### Times que foram promovidos para a Liga Profissional
Em 6 de maio de 2024, o Al-Qadsiah se tornou o primeiro time a ser promovido após um empate por 2 a 2 com o Ohod. Eles foram coroados campeões após uma vitória por 4 a 2 contra o Al-Najma em 13 de maio de 2024. O Al-Qadsiah retornará à primeira divisão após uma ausência de três temporadas e jogará sua 37ª temporada na primeira divisão.
Em 21 de maio de 2024, Al-Kholood e Al-Orobah se tornaram os dois últimos clubes a serem promovidos. O Al-Kholood foi promovido após uma vitória por 5 a 1 sobre o Al-Safa. O Al-Kholood jogará na primeira divisão do futebol saudita pela primeira vez na história e será o 38º time a participar da Liga Profissional Saudita desde sua criação.
O Al-Orobah foi promovido após uma vitória por 1 a 0 sobre o Al-Jabalain. O Al-Orobah retorna à primeira divisão pela primeira vez desde que foi rebaixado na temporada 2014-15 e jogará sua terceira temporada na primeira divisão.

### Times que foram rebaixados
O Al-Hazem foi o primeiro time a ser rebaixado após uma derrota em casa por 4 a 1 para o Al-Hilal em 11 de maio de 2024. O Al-Hazem foi rebaixado após apenas um ano na primeira divisão. Este foi o terceiro rebaixamento em cinco anos.
Tanto o Abha quanto o Al-Tai foram rebaixados na última rodada da temporada. O Abha foi rebaixado após uma derrota fora de casa por 2 a 1 para o Al-Hazem. O Abha foi rebaixado após cinco temporadas consecutivas na Liga Profissional.
O Al-Tai foi rebaixado após uma derrota em casa por 2 a 0 para o Al-Okhdood. O Al-Tai foi rebaixado após três temporadas consecutivas na primeira divisão.

### Estádios
Nota: As tabelas estão listadas em ordem alfabética.
| Equipe     | Cidade         | Estádio                                           | Capacidade |
| ---------- | -------------- | ------------------------------------------------- | ---------- |
| Al-Ahli    | Gidá           | Cidade dos Esportes Rei Abdullah                  | 60,342     |
| Al-Ettifaq | Damã           | E'GO STADIUM                                      | 12,924     |
| Al-Fateh   | Al-Mubarraz    | Al-Fateh Stadium                                  | 11,851     |
| Al-Fayha   | Al-Majma'ah    | Cidade Esportiva Al Majma'ah                      | 6,843      |
| Al-Hilal   | Riade          | Kingdom Arena                                     | 26,090     |
| Al-Ittihad | Gidá           | Cidade dos Esportes Rei Abdullah                  | 60,342     |
| Al-Khaleej | Damã           | Estádio Príncipe Mohamed bin Fahd                 | 17,300     |
| Al-Kholood | Ar Rass        | Al-Hazem Club Stadium                             | 5,100      |
| Al-Nassr   | Riade          | Estádio Universitário Rei Saud                    | 26,004     |
| Al-Okhdood | Najrã          | Cidade Esportiva Príncipe Hathloul bin Abdul Aziz | 12,000     |
| Al-Orobah  | Sacaca         | Estádio Universitário Al-Jouf                     | 8,130      |
| Al-Qadsiah | Damã           | Estádio Príncipe Mohamed bin Fahd                 | 17,300     |
| Al-Raed    | Buraida        | Cidade Esportiva Rei Abdullah (Buraida)           | 25,000     |
| Al-Riyadh  | Riade          | Estádio Príncipe Faisal bin Fahd                  | 18,063     |
| Al-Shabab  | Riade          | Al-Shabab Club Stadium                            | 13,537     |
| Al-Taawoun | Buraida        | Cidade Esportiva Rei Abdullah (Buraida)           | 25,000     |
| Al-Wehda   | Meca           | Cidade Esportiva Rei Abdulaziz                    | 27,672     |
| Damac      | Khamis Mushait | Damac Club Stadium                                | 3,800      |

### Mudanças de técnicos
| Equipe     | Antecessor                     | Motivo da saída              | Data da saída          | Posição na tabela | Sucessor                        | Data da chegada         |
| ---------- | ------------------------------ | ---------------------------- | ---------------------- | ----------------- | ------------------------------- | ----------------------- |
| Al-Fayha   | Vuk Rašović                    | Fim do contrato              | 1 de junho de 2024     | Pré-temporada     | Christos Kontis                 | 8 de julho de 2024      |
| Al-Kholood | Fabiano Flora                  | Fim do contrato              | 1 de junho de 2024     | Pré-temporada     | Paulo Duarte                    | 21 de junho de 2024     |
| Al-Okhdood | Noureddine Zekri               | Fim do contrato              | 1 de junho de 2024     | Pré-temporada     | Stjepan Tomas                   | 22 de julho de 2024     |
| Al-Orobah  | Rusmir Cviko                   | Fim do contrato              | 1 de junho de 2024     | Pré-temporada     | Álvaro Pacheco                  | 21 de julho de 2024     |
| Al-Raed    | Igor Jovićević                 | Fim do contrato              | 1 de junho de 2024     | Pré-temporada     | Odair Hellmann                  | 14 de julho de 2024     |
| Al-Riyadh  | Odair Hellmann                 | Fim do contrato              | 1 de junho de 2024     | Pré-temporada     | Sabri Lamouchi                  | 12 de julho de 2024     |
| Al-Taawoun | Péricles Chamusca              | Fim do contrato              | 1 de junho de 2024     | Pré-temporada     | Rodolfo Arruabarrena            | 6 de julho de 2024      |
| Al-Wehda   | Giorgos Donis                  | Fim do contrato              | 1 de junho de 2024     | Pré-temporada     | Josef Zinnbauer                 | 24 de julho de 2024     |
| Al-Khaleej | Pedro Emanuel                  | Demitiu-se                   | 23 de junho de 2024    | Pré-temporada     | Georgios Donis                  | 11 de julho de 2024     |
| Al-Ittihad | Marcelo Gallardo               | Demissão                     | 2 de julho de 2024     | Pré-temporada     | Laurent Blanc                   | 13 de julho de 2024     |
| Al-Fateh   | Slaven Bilić                   | Comum acordo                 | 16 de agosto de 2024   | Pré-temporada     | Jens Gustafsson                 | 22 de agosto de 2024    |
| Al-Nassr   | Luís Castro                    | Demissão                     | 17 de setembro de 2024 | 7°                | Stefano Pioli                   | 18 de setembro de 2024  |
| Al-Kholood | Paulo Duarte                   | Demissão                     | 13 de outubro de 2024  | 16°               | Noureddine Zekri                | 13 de outubro de 2024   |
| Al-Wehda   | Josef Zinnbauer                | Demitiu-se                   | 15 de novembro de 2024 | 17°               | Mahmoud Abbas (interino)        | 15 de novembro de 2024  |
| Al-Wehda   | Mahmoud Abbas (interino)       | Fim do período como interino | 27 de novembro de 2024 | 15°               | Daniel Carreño                  | 27 de novembro de 2024  |
| Al-Fayha   | Christos Kontis                | Comum acordo                 | 3 de dezembro de 2024  | 17°               | Alexandros Tziolis (interino)   | 3 de dezembro de 2024   |
| Al-Fateh   | Jens Gustafsson                | Comum acordo                 | 4 de dezembro de 2024  | 18°               | Guido Hoffmann (interino)       | 4 de dezembro de 2024   |
| Damac      | Cosmin Contra                  | Demitiu-se                   | 6 de dezembro de 2024  | 10°               | Nuno Almeida                    | 25 de dezembro de 2024  |
| Al-Fayha   | Alexandros Tziolis (interino)  | Fim do período como interino | 10 de dezembro de 2024 | 17°               | Pedro Emanuel                   | 10 de dezembro de 2024  |
| Al-Fateh   | Guido Hoffmann (interino)      | Fim do período como interino | 12 de dezembro de 2024 | 18°               | José Gomes                      | 12 de dezembro de 2024  |
| Al-Shabab  | Vítor Pereira                  | Assinou com o Wolverhampton  | 19 de dezembro de 2024 | 6°                | Fatih Terim                     | 27 de dezembro de 2024  |
| Al-Orobah  | Álvaro Pacheco                 | Demitiu-se                   | 2 de janeiro de 2025   | 13ª               | Mohammed Al-Sharari (interino)  | 2 de janeiro de 2025    |
| Al-Orobah  | Mohammed Al-Sharari (interino) | Fim do período como interino | 12 de janeiro de 2025  | 14°               | Adnan Hamad                     | 12 de janeiro de 2025   |
| Al-Ettifaq | Steven Gerrard                 | Comum acordo                 | 30 de janeiro de 2025  | 11°               | Saad Al-Shehri                  | 30 de janeiro de 2025   |
| Al-Taawoun | Rodolfo Arruabarrena           | Comum acordo                 | 9 de fevereiro de 2025 | 10°               | Mohammed Al-Abdali (interino)   | 10 de fevereiro de 2025 |
| Al Okhdood | Stjepan Tomas                  | Demissão                     | 2 de março de 2025     | 16°               | Paulo Sérgio                    | 2 de março de 2025      |
| Damac      | Nuno Almeida                   | Demissão                     | 26 de março de 2025    | 11°               | Khaled Al-Atwi                  | 27 de março de 2025     |
| Al-Raed    | Odair Hellmann                 | Demissão                     | 1 de abril de 2025     | 18°               | Krešimir Režić                  | 1 de abril de 2025      |
| Al-Riyadh  | Sabri Lamouchi                 | Demissão                     | 19 April 2025          | 19°               | Bandar Al-Kubaishan             | 20 de abril de 2025     |
| Al-Orobah  | Adnan Hamad                    | Demissão                     | 1 de maio de 2025      | 15°               | Antonio Cazorla                 | 1 de maio de 2025       |
| Al-Hilal   | Jorge Jesus                    | Demissão                     | 3 de maio de 2025      | 2°                | Mohammad Al-Shalhoub (interino) | 3 de maio de 2025       |

## Jogadores estrangeiros
Em 29 de dezembro de 2023, a Federação Saudita de Futebol aumentou o número de jogadores estrangeiros que um clube pode registrar para dez, com oito jogadores de qualquer idade e dois jogadores com 21 anos ou menos. Para partidas da liga, os clubes podem designar apenas oito jogadores como disponíveis para cada partida ao longo da temporada, mas podem designar dez como disponíveis para a Copa do Rei e a Supercopa.
- O nome do jogador em negrito indica que o jogador está registrado durante a janela de transferências de meio da temporada.
- Jogadores em itálico estavam fora do elenco ou deixaram o clube durante a temporada, após a janela de transferências da pré-temporada ou na janela de transferências de meio da temporada, e tiveram pelo menos uma participação.
- Jogadores de outros países que nasceram na Arábia Saudita são contados como jogadores locais/formados em casa.

| Clube      | Jogador 1          | Jogador 2          | Jogador 3                                    | Jogador 4               | Jogador 5            | Jogador 6            | Jogador 7           | Jogador 8               | Jogador Sub -21 1 | Jogador Sub -21 2 | Jogadores nascidos na Arábia Saudita | Jogadores não registrados      |
| ---------- | ------------------ | ------------------ | -------------------------------------------- | ----------------------- | -------------------- | -------------------- | ------------------- | ----------------------- | ----------------- | ----------------- | ------------------------------------ | ------------------------------ |
| Al-Ahli    | Riyad Mahrez       | Galeno             | Roger Ibañez                                 | Ivan Toney              | Franck Kessié        | Édouard Mendy        | Gabri Veiga         | Merih Demiral           | Matteo Dams       | Alexsander        |                                      | Roberto Firmino Ezgjan Alioski |
| Al-Ettifaq | Vitinho            | Karl Toko Ekambi   | Moussa Dembélé                               | Demarai Gray            | Georginio Wijnaldum  | Jack Hendry          | Marek Rodák         | Álvaro Medrán           | Josen Escobar     | João Costa        |                                      |                                |
| Al-Fateh   | Sofiane Bendebka   | Matías Vargas      | Djaniny                                      | Zaydou Youssouf         | Amine Sbaï           | Marwane Saâdane      | Mourad Batna        | Jorge Fernandes         | Matheus Machado   |                   | Jordan Harrison                      |                                |
| Al-Fayha   | Gojko Cimirot      | Chris Smalling     | Henry Onyekuru                               | Orlando Mosquera        | Alejandro Pozuelo    | Renzo López          | Otabek Shukurov     | Fashion Sakala          | Gabriel Vareta    | Vinícius Rangel   |                                      |                                |
| Al-Hilal   | Malcom             | Renan Lodi         | Yassine Bounou                               | João Cancelo            | Rúben Neves          | Kalidou Koulibaly    | Aleksandar Mitrović | Sergej Milinković-Savić | Kaio César        | Marcos Leonardo   |                                      |                                |
| Al-Ittihad | Houssem Aouar      | Fabinho            | Karim Benzema                                | Moussa Diaby            | N'Golo Kanté         | Steven Bergwijn      | Danilo Pereira      | Predrag Rajković        | Mario Mitaj       | Unai Hernández    | Salem Ayyash                         |                                |
| Al-Khaleej | Thomas Murg        | Ibrahim Šehić      | Marcel Tisserand                             | Mohamed Sherif          | Dimitris Kourbelis   | Kostas Fortounis     | Fábio Martins       | Pedro Rebocho           |                   |                   |                                      |                                |
| Al-Kholood | Marcelo Grohe      | Myziane Maolida    | Predefinição:Country data DRC Jackson Muleka | Kevin N'Doram           | Aliou Dieng          | William Troost-Ekong | Norbert Gyömbér     | Álex Collado            | Kebba Sowe        | Ambrose Ochigbo   |                                      |                                |
| Al-Nassr   | Bento              | Jhon Durán         | Marcelo Brozović                             | Mohamed Simakan         | Cristiano Ronaldo    | Otávio               | Sadio Mané          | Aymeric Laporte         | Ângelo Gabriel    | Wesley            |                                      |                                |
| Al-Okhdood | Paulo Victor       | Christian Bassogog | Sebastián Pedroza                            | Ousmane Barry           | Damion Lowe          | Ibrahima Koné        | Saviour Godwin      | Knowledge Musona        | Diego Ferreira    |                   | Karim Ashraf                         | Petros                         |
| Al-Orobah  | Gaëtan Coucke      | Karlo Muhar        | Kurt Zouma                                   | Jóhann Berg Guðmundsson | Jean Michaël Seri    | Ismaël Kandouss      | Cristian Tello      | Omar Al Somah           | Brad Young        | Mohannad Abu Taha |                                      | Abdulaziz Masnoum              |
| Al-Qadsiah | Ezequiel Fernández | Koen Casteels      | Pierre-Emerick Aubameyang                    | Julián Quiñones         | Nacho                | Cameron Puertas      | Gastón Álvarez      | Nahitan Nández          | Iker Almena       |                   |                                      |                                |
| Al-Raed    | Amir Sayoud        | Mehdi Abeid        | Yousri Bouzok                                | Oumar Gonzalez          | Ayoub Qasmi          | Karim El Berkaoui    | Mathias Normann     | André Moreira           | Salomon Tweh      | Moses Turay       | Bassam Hamoud                        | Mohamed Fouzair                |
| Al-Riyadh  | Lucas Kal          | Mohamed Konaté     | Milan Borjan                                 | Faïz Selemani           | Yoann Barbet         | Bernard Mensah       | Ibrahim Bayesh      | Tozé                    | Sekou Lega        | Enes Sali         |                                      | Enzo Roco Vincent Angelini     |
| Al-Shabab  | Cristian Guanca    | Yannick Carrasco   | Glen Kamara                                  | Giacomo Bonaventura     | Abderrazak Hamdallah | Wesley Hoedt         | Daniel Podence      | Heorhiy Bushchan        | Leandrinho        | Robert Renan      |                                      | Kim Seung-gyu                  |
| Al-Taawoun | Andrei Girotto     | Flávio Medeiros    | Mailson                                      | Roger Martínez          | Musa Barrow          | Abdelhamid Sabiri    | Fayçal Fajr         | Aschraf El Mahdioui     | Lucas Chávez      | Renne Rivas       |                                      |                                |
| Al-Wehda   | Craig Goodwin      | Juninho Bacuna     | Youssef Amyn                                 | Jawad El Yamiq          | Mohamed Al Makahasi  | Odion Ighalo         | Alexandru Crețu     | Saad Bguir              |                   |                   | Abdulaziz Noor                       |                                |
| Damac      | Abdelkader Bedrane | Farouk Chafaï      | Georges-Kévin N'Koudou                       | Tarek Hamed             | François Kamano      | Florin Niță          | Nicolae Stanciu     | Habib Diallo            |                   |                   |                                      | Assan Ceesay Adam Maher        |

## Classificação
| Pos | Equipe         | Pts | J  | V  | E  | D  | GP | GC | SG  | Classificação ou descenso                                             |
| --- | -------------- | --- | -- | -- | -- | -- | -- | -- | --- | --------------------------------------------------------------------- |
| 1   | Al-Ittihad (C) | 83  | 34 | 26 | 5  | 3  | 79 | 35 | +44 | Classificado para a Fase da Liga da Liga dos Campeões de Elite da AFC |
| 2   | Al-Hilal       | 75  | 34 | 23 | 6  | 5  | 95 | 41 | +54 | Classificado para a Fase da Liga da Liga dos Campeões de Elite da AFC |
| 3   | Al-Nassr       | 70  | 34 | 21 | 7  | 6  | 80 | 38 | +42 | Classificado para a Fase de grupos da Liga dos Campeões Dois da AFC   |
| 4   | Al-Qadsiah     | 68  | 34 | 21 | 5  | 8  | 53 | 31 | +22 |                                                                       |
| 5   | Al-Ahli        | 67  | 34 | 21 | 4  | 9  | 69 | 36 | +33 | Classificado para a Fase de Liga da Liga dos Campeões de Elite da AFC |
| 6   | Al-Shabab      | 60  | 34 | 18 | 6  | 10 | 65 | 41 | +24 |                                                                       |
| 7   | Al-Ettifaq     | 50  | 34 | 14 | 8  | 12 | 44 | 45 | −1  |                                                                       |
| 8   | Al-Taawoun     | 45  | 34 | 12 | 9  | 13 | 40 | 39 | +1  |                                                                       |
| 9   | Al-Kholood     | 40  | 34 | 12 | 4  | 18 | 42 | 64 | −22 |                                                                       |
| 10  | Al-Fateh       | 39  | 34 | 11 | 6  | 17 | 47 | 61 | −14 |                                                                       |
| 11  | Al-Khaleej     | 38  | 34 | 10 | 8  | 16 | 40 | 57 | −17 |                                                                       |
| 12  | Al-Riyadh      | 36  | 34 | 9  | 9  | 16 | 37 | 52 | −15 |                                                                       |
| 13  | Al-Fayha       | 36  | 34 | 8  | 12 | 14 | 27 | 49 | −22 |                                                                       |
| 14  | Damac          | 35  | 34 | 9  | 8  | 17 | 37 | 50 | −13 |                                                                       |
| 15  | Al-Okhdood     | 34  | 34 | 9  | 7  | 18 | 33 | 56 | −23 |                                                                       |
| 16  | Al Wehda (R)   | 33  | 34 | 9  | 6  | 19 | 42 | 67 | −25 | Rebaixado para a Liga MS                                              |
| 17  | Al-Orobah (R)  | 30  | 34 | 9  | 3  | 22 | 31 | 74 | −43 | Rebaixado para a Liga MS                                              |
| 18  | Al-Raed (R)    | 21  | 34 | 6  | 3  | 25 | 41 | 66 | −25 | Rebaixado para a Liga MS                                              |

1. ↑  O Al-Nassr recebeu três pontos depois que o Al-Orobah escalou um jogador inelegível.[43]
2. ↑  Como o vencedor da Copa do Rei de w924–25, o Al-Ittihad, já havia se classificado para a Liga dos Campeões de Elite, a vaga dada ao vencedor da Copa do Rei (Liga dos Campeões Dois) foi passada para o terceiro colocado.
3. ↑  Em virtude da vitória na Liga dos Campeões de Elite da AFC de 2024–25.
4. ↑  O Al-Orobah perdeu três pontos por escalar um jogador inelegível contra o Al-Nassr.[43]

### Posição por rodada
A tabela a seguir lista as posições das equipes após cada semana de jogos. Para preservar a evolução cronológica, quaisquer jogos adiados não são incluídos na rodada em que foram originalmente agendados, mas adicionados à rodada completa em que foram disputados imediatamente após.
| Clube ╲ Rodada | 1       | 2  | 3  | 4  | 5  | 6  | 7  | 8  | 9  | 10 | 11 | 12 | 13 | 14 | 15 | 16 | 17 | 18 | 19 | 20 | 21 | 22 | 23 | 24 | 25 | 26 | 27 | 28 | 29 | 30 | 31 | 32 | 33 | 34 |   |
| -------------- | ------- | -- | -- | -- | -- | -- | -- | -- | -- | -- | -- | -- | -- | -- | -- | -- | -- | -- | -- | -- | -- | -- | -- | -- | -- | -- | -- | -- | -- | -- | -- | -- | -- | -- | - |
| Clube ╲ Rodada | Al-Ahli | 3  | 8  | 9  | 6  | 7  | 10 | 7  | 8  | 9  | 8  | 7  | 6  | 5  | 5  | 5  | 5  | 5  | 5  | 5  | 5  | 5  | 5  | 5  | 5  | 5  | 5  | 4  | 4  | 4  | 3  | 5  | 5  | 5  | 5 |
| Al-Ettifaq     | 4       | 4  | 3  | 4  | 6  | 8  | 9  | 10 | 11 | 12 | 12 | 13 | 11 | 11 | 11 | 11 | 12 | 11 | 9  | 10 | 9  | 7  | 7  | 7  | 7  | 8  | 8  | 7  | 8  | 7  | 7  | 7  | 7  | 7  |   |
| Al-Fateh       | 18      | 12 | 14 | 16 | 18 | 18 | 18 | 18 | 18 | 18 | 18 | 18 | 18 | 18 | 18 | 18 | 18 | 18 | 18 | 18 | 17 | 15 | 15 | 15 | 15 | 16 | 14 | 13 | 13 | 11 | 13 | 14 | 12 | 10 |   |
| Al-Fayha       | 12      | 17 | 18 | 18 | 15 | 14 | 16 | 16 | 16 | 16 | 17 | 17 | 17 | 17 | 16 | 14 | 14 | 13 | 14 | 14 | 13 | 14 | 14 | 14 | 14 | 13 | 12 | 14 | 14 | 12 | 14 | 11 | 13 | 13 |   |
| Al-Hilal       | 1       | 1  | 2  | 1  | 1  | 1  | 1  | 1  | 1  | 1  | 2  | 2  | 2  | 1  | 1  | 1  | 1  | 1  | 2  | 2  | 2  | 2  | 2  | 2  | 2  | 2  | 2  | 2  | 2  | 2  | 2  | 2  | 2  | 2  |   |
| Al-Ittihad     | 5       | 3  | 1  | 2  | 2  | 2  | 2  | 2  | 2  | 2  | 1  | 1  | 1  | 2  | 2  | 2  | 2  | 2  | 1  | 1  | 1  | 1  | 1  | 1  | 1  | 1  | 1  | 1  | 1  | 1  | 1  | 1  | 1  | 1  |   |
| Al-Khaleej     | 6       | 10 | 13 | 13 | 14 | 12 | 13 | 11 | 7  | 6  | 6  | 7  | 8  | 9  | 7  | 8  | 8  | 8  | 8  | 9  | 10 | 9  | 10 | 11 | 11 | 10 | 10 | 10 | 10 | 10 | 11 | 10 | 9  | 12 |   |
| Al-Kholood     | 13      | 15 | 15 | 11 | 12 | 16 | 15 | 14 | 15 | 15 | 16 | 14 | 15 | 13 | 12 | 12 | 11 | 12 | 12 | 12 | 11 | 11 | 11 | 10 | 10 | 11 | 11 | 12 | 12 | 14 | 12 | 13 | 10 | 9  |   |
| Al-Nassr       | 10      | 5  | 7  | 5  | 4  | 3  | 3  | 3  | 3  | 3  | 3  | 3  | 4  | 3  | 4  | 4  | 4  | 3  | 3  | 3  | 4  | 3  | 4  | 4  | 3  | 3  | 3  | 3  | 3  | 4  | 3  | 4  | 3  | 3  |   |
| Al-Okhdood     | 17      | 18 | 17 | 17 | 13 | 17 | 17 | 17 | 13 | 14 | 14 | 14 | 14 | 15 | 15 | 13 | 13 | 14 | 15 | 15 | 16 | 17 | 17 | 17 | 16 | 15 | 16 | 17 | 15 | 17 | 17 | 17 | 16 | 15 |   |
| Al-Orobah      | 16      | 16 | 16 | 12 | 9  | 11 | 10 | 12 | 12 | 13 | 13 | 12 | 13 | 14 | 14 | 16 | 16 | 16 | 13 | 15 | 14 | 13 | 12 | 12 | 13 | 14 | 15 | 15 | 16 | 15 | 16 | 16 | 17 | 17 |   |
| Al-Qadsiah     | 2       | 2  | 4  | 7  | 5  | 6  | 8  | 5  | 5  | 5  | 5  | 4  | 3  | 4  | 3  | 3  | 3  | 4  | 4  | 4  | 3  | 4  | 3  | 3  | 4  | 4  | 5  | 5  | 5  | 5  | 4  | 3  | 4  | 4  |   |
| Al-Raed        | 11      | 13 | 8  | 10 | 11 | 9  | 11 | 7  | 10 | 11 | 10 | 10 | 12 | 12 | 13 | 15 | 15 | 15 | 16 | 16 | 15 | 16 | 16 | 16 | 18 | 18 | 18 | 18 | 18 | 18 | 18 | 18 | 18 | 18 |   |
| Al-Riyadh      | 8       | 6  | 10 | 8  | 10 | 7  | 4  | 6  | 6  | 9  | 9  | 9  | 7  | 7  | 9  | 7  | 8  | 7  | 7  | 7  | 7  | 8  | 9  | 9  | 9  | 9  | 9  | 9  | 9  | 9  | 9  | 9  | 11 | 12 |   |
| Al-Shabab      | 14      | 11 | 6  | 3  | 3  | 4  | 5  | 4  | 4  | 4  | 4  | 5  | 6  | 6  | 6  | 6  | 6  | 6  | 6  | 6  | 6  | 6  | 6  | 6  | 6  | 6  | 6  | 6  | 6  | 6  | 6  | 6  | 6  | 6  |   |
| Al-Taawoun     | 7       | 9  | 5  | 9  | 8  | 5  | 6  | 9  | 8  | 7  | 8  | 8  | 9  | 8  | 8  | 9  | 9  | 9  | 10 | 8  | 8  | 10 | 8  | 8  | 8  | 7  | 7  | 8  | 7  | 8  | 8  | 8  | 8  | 8  |   |
| Al Wehda       | 9       | 7  | 11 | 14 | 16 | 15 | 14 | 15 | 17 | 17 | 15 | 16 | 16 | 16 | 17 | 17 | 17 | 17 | 17 | 17 | 18 | 18 | 18 | 18 | 18 | 17 | 17 | 16 | 17 | 16 | 15 | 15 | 15 | 16 |   |
| Damac          | 15      | 14 | 12 | 15 | 17 | 13 | 12 | 13 | 14 | 10 | 11 | 11 | 10 | 10 | 10 | 10 | 10 | 10 | 11 | 11 | 12 | 12 | 13 | 13 | 12 | 12 | 13 | 11 | 11 | 13 | 10 | 12 | 14 | 14 |   |

## Resultados
| Mandante \ Visitante | AHL | ETT | FAT | FAY | HIL | ITT | KHJ | KHO | NSR | OKH | ORO | QAD | RAE | RIY | SHB | TWN | WHD | DAM |
| -------------------- | --- | --- | --- | --- | --- | --- | --- | --- | --- | --- | --- | --- | --- | --- | --- | --- | --- | --- |
| Al-Ahli              | —   | 1–3 | 2–0 | 5–0 | 1–2 | 2–2 | 2–2 | 4–1 | 2–3 | 1–1 | 2–0 | 4–1 | 2–0 | 5–0 | 3–2 | 2–0 | 1–0 | 4–2 |
| Al-Ettifaq           | 1–2 | —   | 1–2 | 0–2 | 1–1 | 0–4 | 2–1 | 2–3 | 0–3 | 1–0 | 2–3 | 0–2 | 0–1 | 1–0 | 3–1 | 1–0 | 2–1 | 0–0 |
| Al-Fateh             | 1–0 | 1–2 | —   | 1–1 | 3–4 | 2–0 | 1–2 | 1–1 | 3–2 | 2–4 | 1–0 | 1–1 | 3–1 | 1–2 | 3–1 | 1–2 | 1–2 | 2–1 |
| Al-Fayha             | 0–1 | 1–1 | 1–1 | —   | 0–2 | 1–1 | 0–0 | 1–0 | 1–4 | 2–0 | 0–1 | 2–1 | 0–5 | 2–0 | 0–2 | 0–0 | 0–0 | 2–1 |
| Al-Hilal             | 2–3 | 3–1 | 9–0 | 3–0 | —   | 3–1 | 3–0 | 5–1 | 1–3 | 4–0 | 4–0 | 2–0 | 3–2 | 1–1 | 2–2 | 2–0 | 4–1 | 3–2 |
| Al-Ittihad           | 1–0 | 3–2 | 2–0 | 3–0 | 4–1 | —   | 4–1 | 4–3 | 2–1 | 1–1 | 2–0 | 3–1 | 4–1 | 2–1 | 2–1 | 2–1 | 7–1 | 1–0 |
| Al-Khaleej           | 0–3 | 1–2 | 1–5 | 0–0 | 3–2 | 1–1 | —   | 1–0 | 1–3 | 2–3 | 3–0 | 1–1 | 4–0 | 1–2 | 0–1 | 0–1 | 0–2 | 1–1 |
| Al-Kholood           | 1–0 | 1–0 | 2–1 | 2–0 | 2–4 | 0–1 | 2–1 | —   | 3–3 | 0–1 | 3–3 | 0–3 | 2–1 | 3–2 | 0–2 | 0–2 | 1–0 | 1–3 |
| Al-Nassr             | 1–1 | 2–3 | 3–1 | 3–0 | 1–1 | 2–3 | 2–0 | 3–1 | —   | 3–1 | 3–0 | 1–2 | 1–1 | 2–1 | 2–2 | 1–1 | 2–0 | 2–0 |
| Al-Okhdood           | 2–1 | 0–2 | 1–3 | 1–2 | 0–3 | 1–2 | 1–2 | 1–2 | 0–9 | —   | 4–0 | 0–0 | 1–0 | 0–1 | 1–1 | 1–1 | 1–2 | 0–0 |
| Al-Orobah            | 0–2 | 1–2 | 1–0 | 2–2 | 0–5 | 0–2 | 1–2 | 2–0 | 0–3 | 0–1 | —   | 0–2 | 0–4 | 0–1 | 0–3 | 3–2 | 4–2 | 1–0 |
| Al-Qadsiah           | 1–0 | 1–1 | 3–0 | 2–0 | 2–1 | 1–1 | 1–0 | 4–1 | 2–1 | 2–0 | 3–1 | —   | 2–0 | 1–0 | 0–1 | 0–3 | 3–1 | 2–1 |
| Al-Raed              | 0–2 | 1–1 | 2–1 | 0–2 | 3–5 | 1–3 | 1–2 | 1–2 | 1–2 | 0–2 | 3–1 | 0–1 | —   | 1–2 | 1–2 | 0–1 | 2–2 | 0–2 |
| Al-Riyadh            | 0–1 | 0–0 | 2–2 | 0–0 | 0–3 | 0–1 | 2–2 | 3–1 | 0–1 | 1–0 | 2–4 | 2–1 | 1–3 | —   | 1–3 | 1–0 | 1–0 | 0–0 |
| Al-Shabab            | 3–1 | 0–1 | 2–2 | 2–1 | 1–2 | 2–3 | 5–1 | 2–0 | 1–2 | 0–0 | 6–0 | 2–3 | 2–1 | 2–1 | —   | 1–0 | 3–1 | 2–0 |
| Al-Taawoun           | 2–4 | 1–1 | 2–0 | 1–0 | 0–2 | 1–2 | 2–0 | 1–1 | 1–1 | 1–0 | 0–0 | 0–1 | 4–3 | 3–2 | 2–2 | —   | 0–2 | 3–0 |
| Al Wehda             | 2–3 | 2–2 | 1–0 | 2–2 | 1–1 | 1–4 | 1–3 | 0–1 | 0–2 | 2–3 | 2–1 | 0–3 | 3–1 | 3–3 | 1–3 | 1–0 | —   | 2–3 |
| Damac                | 0–2 | 0–3 | 0–1 | 2–2 | 2–2 | 2–1 | 0–1 | 2–1 | 2–3 | 3–1 | 1–2 | 1–0 | 1–0 | 2–2 | 1–0 | 2–2 | 0–1 | —   |

## Estatísticas
Atualizadas até 26 de maio de 2025

### Artilheiros
| Classificação | Jogador                   | Clube      | Gols |
| ------------- | ------------------------- | ---------- | ---- |
| 1             | Cristiano Ronaldo         | Al-Nassr   | 25   |
| 2             | Ivan Toney                | Al-Ahli    | 23   |
| 3             | Abderrazak Hamdallah      | Al-Shabab  | 21   |
| 3             | Karim Benzema             | Al-Ittihad | 21   |
| 5             | Julián Quiñones           | Al-Qadsiah | 20   |
| 6             | Aleksandar Mitrović       | Al-Hilal   | 19   |
| 7             | Pierre-Emerick Aubameyang | Al-Qadsiah | 17   |
| 7             | Marcos Leonardo           | Al-Hilal   | 17   |
| 9             | Salem Al-Dawsari          | Al-Hilal   | 15   |
| 9             | Myziane Maolida           | Al-Kholood | 15   |

#### Hat-tricks
| Jogador              | Por        | Contra     | Resultado | Data                    | Ref.   |
| -------------------- | ---------- | ---------- | --------- | ----------------------- | ------ |
| Karim Benzema        | Al-Ittihad | Al Wehda   | 7–1 (M)   | 2024 de setembro de 15  | [ 48 ] |
| Marcos Leonardo      | Al-Hilal   | Al-Fateh   | 9–0 (M)   | 2025 de janeiro de 16   | [ 49 ] |
| Abderrazak Hamdallah | Al-Shabab  | Al-Khaleej | 5–1 (M)   | 2025 de fevereiro de 6  |        |
| Ivan Toney           | Al-Ahli    | Al-Hilal   | 3–2 (V)   | 2025 de fevereiro de 28 |        |
| Abderrazak Hamdallah | Al-Shabab  | Al-Orobah  | 6–0 (M)   | 2025 de março de 13     |        |
| Salem Al-Dawsari     | Al-Hilal   | Al-Raed    | 5–3 (V)   | 2025 de maio de 8       |        |
| Sadio Mané4          | Al-Nassr   | Al-Okhdood | 9–0 (V)   | 2025 de maio de 12      |        |

Note
(M) – Mandante; (V) – Visitante

### Mais assistências
| Classificação | Jogador          | Clube      | Assistências |
| ------------- | ---------------- | ---------- | ------------ |
| 1             | Salem Al-Dawsari | Al-Hilal   | 15           |
| 2             | Moussa Diaby     | Al-Ittihad | 14           |
| 3             | Cristian Guanca  | Al-Shabab  | 11           |
| 3             | Sadio Mané       | Al-Nassr   | 11           |
| 5             | Malcom           | Al-Hilal   | 10           |
| 5             | Riyad Mahrez     | Al-Ahli    | 10           |
| 7             | Karim Benzema    | Al-Ittihad | 9            |
| 7             | Cameron Puertas  | Al-Qadsiah | 9            |
| 7             | Musab Al-Juwayr  | Al-Shabab  | 9            |

### Partidas sem sofrer gol
| Classificação | Jogador          | Clube      | Partidas |
| ------------- | ---------------- | ---------- | -------- |
| 1             | Koen Casteels    | Al-Qadsiah | 14       |
| 2             | Édouard Mendy    | Al-Ahli    | 13       |
| 3             | Yassine Bounou   | Al-Hilal   | 10       |
| 4             | Bento            | Al-Nassr   | 9        |
| 5             | Marek Rodák      | Al-Ettifaq | 8        |
| 5             | Orlando Mosquera | Al-Fayha   | 8        |
| 5             | Milan Borjan     | Al-Riyadh  | 8        |
| 8             | Mailson          | Al-Taawoun | 7        |
| 8             | Predrag Rajković | Al-Ittihad | 7        |

### Disciplina

#### Jogador
- Mais cartões amarelos: 13[52]
  -  Dhari Al-Anazi (Damac)

- Mais cartões vermelhos: 2[53]
  -  Abdullah Radif (Al-Ettifaq)
  -  Mohamed Simakan (Al-Nassr)
  -  Ahmed Assiri (Al-Riyadh)
  -  Oumar Gonzalez (Al-Raed)
  -  Awn Al-Saluli (Al-Taawoun)
  -  Abdelkader Bedrane (Damac)

#### Clube
- Mais cartões amarelos: 83[54]
  - Al-Okhdood

- Mais cartões vermelhos: 8[55]
  - Al-Taawoun

## Prêmios

### Prêmios mensais
| Mês       | Técnico do Mês   | Técnico do Mês | Jogador do Mês          | Jogador do Mês | Goleiro do Mês   | Goleiro do Mês | Estrela em ascensão do Mês | Estrela em ascensão do Mês | Referência |
| Mês       | Técnico          | Clube          | Jogador                 | Clube          | Jogador          | Clube          | Jogador                    | Clube                      | Referência |
| --------- | ---------------- | -------------- | ----------------------- | -------------- | ---------------- | -------------- | -------------------------- | -------------------------- | ---------- |
| Setembro  | Jorge Jesus      | Al-Hilal       | Aleksandar Mitrović     | Al-Hilal       | Koen Casteels    | Al-Qadsiah     | Musab Al-Juwayr            | Al-Shabab                  | [ 56 ]     |
| Outubro   | Laurent Blanc    | Al-Ittihad     | Moussa Diaby            | Al-Ittihad     | Predrag Rajković | Al-Ittihad     | Musab Al-Juwayr            | Al-Shabab                  | [ 57 ]     |
| Novembro  | Laurent Blanc    | Al-Ittihad     | Sergej Milinković-Savić | Al-Hilal       | Koen Casteels    | Al-Qadsiah     | Musab Al-Juwayr            | Al-Shabab                  | [ 58 ]     |
| Janeiro   | Stefano Pioli    | Al-Nassr       | Marcos Leonardo         | Al-Hilal       | Yassine Bounou   | Al-Hilal       | Musab Al-Juwayr            | Al-Shabab                  |            |
| Fevereiro | Laurent Blanc    | Al-Ittihad     | Cristian Guanca         | Al-Shabab      | Orlando Mosquera | Al-Fayha       | Musab Al-Juwayr            | Al-Shabab                  |            |
| Março     | Fatih Terim      | Al-Shabab      | Cristian Guanca         | Al-Shabab      | Orlando Mosquera | Al-Fayha       | Musab Al-Juwayr            | Al-Shabab                  |            |
| Abril     | Matthias Jaissle | Al-Ahli        | Roger Ibañez            | Al-Ahli        | Édouard Mendy    | Al-Ahli        | Musab Al-Juwayr            | Al-Shabab                  |            |

### Prêmios semanais
| Semana (RD) | Gol da Semana BSF         | Gol da Semana BSF | Ref.   |
| Semana (RD) | Jogador                   | Clube             | Ref.   |
| ----------- | ------------------------- | ----------------- | ------ |
| 1           | Sergej Milinković-Savić   | Al-Hilal          |        |
| 2           | Karim Benzema             | Al-Ittihad        |        |
| 3           | Karim Benzema             | Al-Ittihad        |        |
| 4           | Salem Al-Dawsari          | Al-Hilal          |        |
| 5           | Hamed Al-Ghamdi           | Al-Ittihad        | [ 59 ] |
| 6           | Sadio Mané                | Al-Nassr          | [ 60 ] |
| 7           | Jóhann Berg Guðmundsson   | Al-Orobah         |        |
| 8           | Riyad Mahrez              | Al-Ahli           |        |
| 9           | Cristian Guanca           | Al-Shabab         | [ 61 ] |
| 10          | Turki Al-Ammar            | Al-Qadsiah        | [ 62 ] |
| 11          | Pierre-Emerick Aubameyang | Al-Qadsiah        | [ 63 ] |
| 12          | Sergej Milinković-Savić   | Al-Hilal          | [ 64 ] |
| 13          | Musa Barrow               | Al-Taawoun        | [ 65 ] |
| 14          | Fashion Sakala            | Al-Fayha          |        |
| 15          | Daniel Podence            | Al-Shabab         | [ 66 ] |
| 16          | Alejandro Pozuelo         | Al-Fayha          |        |
| 17          | Riyad Mahrez              | Al-Ahli           |        |
| 18          | Sergej Milinković-Savić   | Al-Hilal          |        |
| 19          | Georginio Wijnaldum       | Al-Ettifaq        |        |
| 20          | Jhon Durán                | Al-Nassr          |        |
| 21          | Karim Benzema             | Al-Ittihad        |        |
| 22          | Cristiano Ronaldo         | Al-Nassr          |        |
| 23          | Cristian Guanca           | Al-Shabab         |        |
| 24          | Cristiano Ronaldo         | Al-Nassr          |        |
| 25          | Ibrahim Bayesh            | Al-Riyadh         |        |
| 26          | Ali Al-Hassan             | Al-Nassr          |        |
| 27          | Cristiano Ronaldo         | Al-Nassr          |        |
| 28          | Riyad Mahrez              | Al-Ahli           |        |
| 29          | Ali Al-Hassan             | Al-Nassr          |        |
| 30          | Salem Al-Dawsari          | Al-Hilal          |        |
| 31          | Marcelo Brozović          | Al-Nassr          |        |
| 32          | Cameron Puertas           | Al-Qadsiah        |        |
| 33          | Moussa Diaby              | Al-Ittihad        |        |
| 34          | Mourad Batna              | Al-Fateh          |        |

### Prêmios anuais
| Prêmio                       | Vencedor          | Clube      | Ref.   |
| ---------------------------- | ----------------- | ---------- | ------ |
| Jogador da Temporada         | Karim Benzema     | Al-Ittihad | [ 67 ] |
| Jogador Saudita da Temporada | Salem Al-Dawsari  | Al-Hilal   | [ 67 ] |
| Jogador Jovem da Temporada   | Musab Al-Juwayr   | Al-Shabab  | [ 67 ] |
| Chuteira de Ouro             | Cristiano Ronaldo | Al-Nassr   | [ 67 ] |
| Luva de Ouro                 | Koen Casteels     | Al-Qadsiah | [ 67 ] |
| Técnico da Temporada         | Laurent Blanc     | Al-Ittihad | [ 67 ] |